# Diplopodomyces callipodos
Diplopodomyces callipodos är en svampart som beskrevs av W. Rossi & Balazuc 1977. Diplopodomyces callipodos ingår i släktet Diplopodomyces och familjen Laboulbeniaceae.   Inga underarter finns listade i Catalogue of Life.